# Ochrosia elliptica
Ochrosia elliptica är en oleanderväxtart som beskrevs av Jacques-Julien Houtou de La Billardière. Ochrosia elliptica ingår i släktet Ochrosia och familjen oleanderväxter. Inga underarter finns listade i Catalogue of Life.